# Flüwo Bauen Wohnen
Die Flüwo Bauen Wohnen eG ist eine Wohnungsbaugenossenschaft mit Hauptsitz in Stuttgart-Degerloch, die am 6. August 1948 unter dem Namen „Gemeinnützige Flüchtlings-Wohnungsbaugenossenschaft Stuttgart eGmbH“ von Fritz Kleiner, selbst einem Heimatvertriebenem, gegründet wurde.
Hiermit wollte man auf die bestehende Wohnungsknappheit nach dem Zweiten Weltkrieg, insbesondere unter den Vertriebenen reagieren.
Per 31. Dezember 2020 unterhält die Flüwo 9.908 Wohneinheiten in 31 Standorten, vor allem in Baden-Württemberg und zu einem geringen Teil in Sachsen, hinzu kommen 79 Gewerbeeinheiten; dies entspricht einer Wohn-/Nutzfläche von 654.612 m². Außerdem hat die Flüwo 5.480 Garagen und Stellplätze. Die Anzahl der Mitglieder per 31. Dezember 2020 beträgt 11.512, diese unterhalten ein Geschäftsguthaben von rund 17 Millionen Euro. Mit diesen Zahlen zählt die Flüwo zu einer der größten Wohnungsbaugenossenschaften im süddeutschen Raum.

## Geschichte

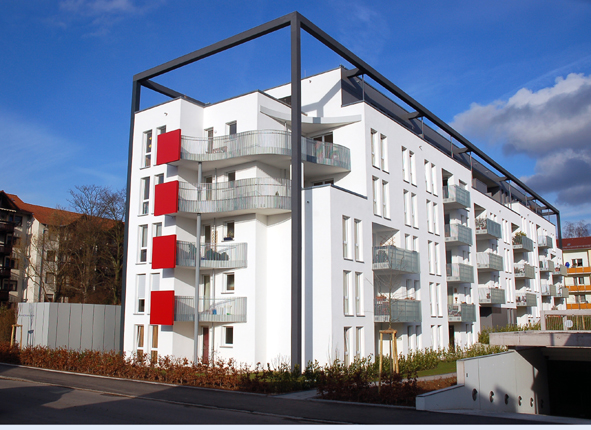
Neubau in Esslingen-Hohenkreuz - Hohenbühlweg

Ein Jahr nach der Gründung erfolgte 1949 die Eintragung in das Genossenschaftsregister. Es folgten Baubeginne in Esslingen am Neckar, Ulm und Stuttgart-Degerloch.
1952 begann die Flüwo in Pforzheim, Bruchsal und Karlsruhe zu bauen. Die Bilanzsumme am Ende des Jahres betrug 24,11 Millionen DM. 1958 verfügte die Flüwo über Wohnraum für gut 6.000 Familien. 
1963 baute die Gesellschaft erstmals freifinanzierte Wohnungen (ohne finanzielle Hilfe der Städte). Die Bilanzsumme belief sich in diesem Jahr auf 128,72 Millionen DM; mit 8.369 Wohnungen war die Flüwo der größte Haus-/Grundbesitzer auf genossenschaftlicher Basis auf dem Gebiet der damaligen Bundesrepublik Deutschland.
1984 baute die Flüwo auf Grund des Bedürfnisses nach altersgerechten Wohnungen zusammen mit der Stadt Stuttgart und dem Wohlfahrtswerk für Baden-Württemberg ein barrierefreies Gebäude mit altengerechten Wohnungen, Gemeinschafts- und Therapieräumen, in welchem ältere Mitglieder in zentraler Innenstadtlage ihr Leben selbstständig weiterführen können und bei Bedarf Hilfe erhalten.
1985 wurde ein neues Verwaltungsgebäude errichtet. Ab 1993 entstanden erstmals 145 Mieteinheiten in den neuen Bundesländern, im Großraum Dresden.